# She'z
She'z (em coreano:  쉬즈) é um girl group sul-coreano formado pela Line Entertainment em 2012. O grupo é formado por Jinah (líder), Taeyeon, Seyeon e Jiyoung (maknae). Elas fizeram sua estreia oficial em 17 de maio de 2012 com a canção "My Way (내 맘대로)".

## Integrantes
| Nome artístico | Nome artístico | Nome de nascimento | Nome de nascimento | Posições                         | Data de nascimento              |
| Romanizado     | Hangul         | Romanizado         | Hangul             | Posições                         | Data de nascimento              |
| -------------- | -------------- | ------------------ | ------------------ | -------------------------------- | ------------------------------- |
| Jinah          | 진아           | Lee Jin Ah         | 이진아             | Líder e Vocalista Líder.         | 10 de outubro de 1989 (35 anos) |
| Taeyeon        | 태연           | Lee Tae Yeon       | 이태연             | Vocalista Principal e Face.      | 17 de março de 1990 (34 anos)   |
| Seyeon         | 세연           | Kim Se Yeon        | 김세연             | Vocalista Líder.                 | 11 de junho de 1991 (33 anos)   |
| Jiyoung        | 지영           | Kim Ji Young       | 김지영             | Vocalista Guia, Visual e Maknae. | 24 de maio de 1993 (31 anos)    |

## Discografia

### Singles
- 2012: "She'z Holic"
- 2012: "Love > Sick"
- 2013: "Why Am I Like This?"

### EP
- 2012: Night and Day

### Faixas promovidas
- 2012: "My Way"
- 2012: "Night&Day"
- 2012: "UU"

### Contribuições em trilhas sonoras
- 2012: "Better Tomorrow" – Scent of a Woman OST